# Leipzig-Stötteritz järnvägsstation

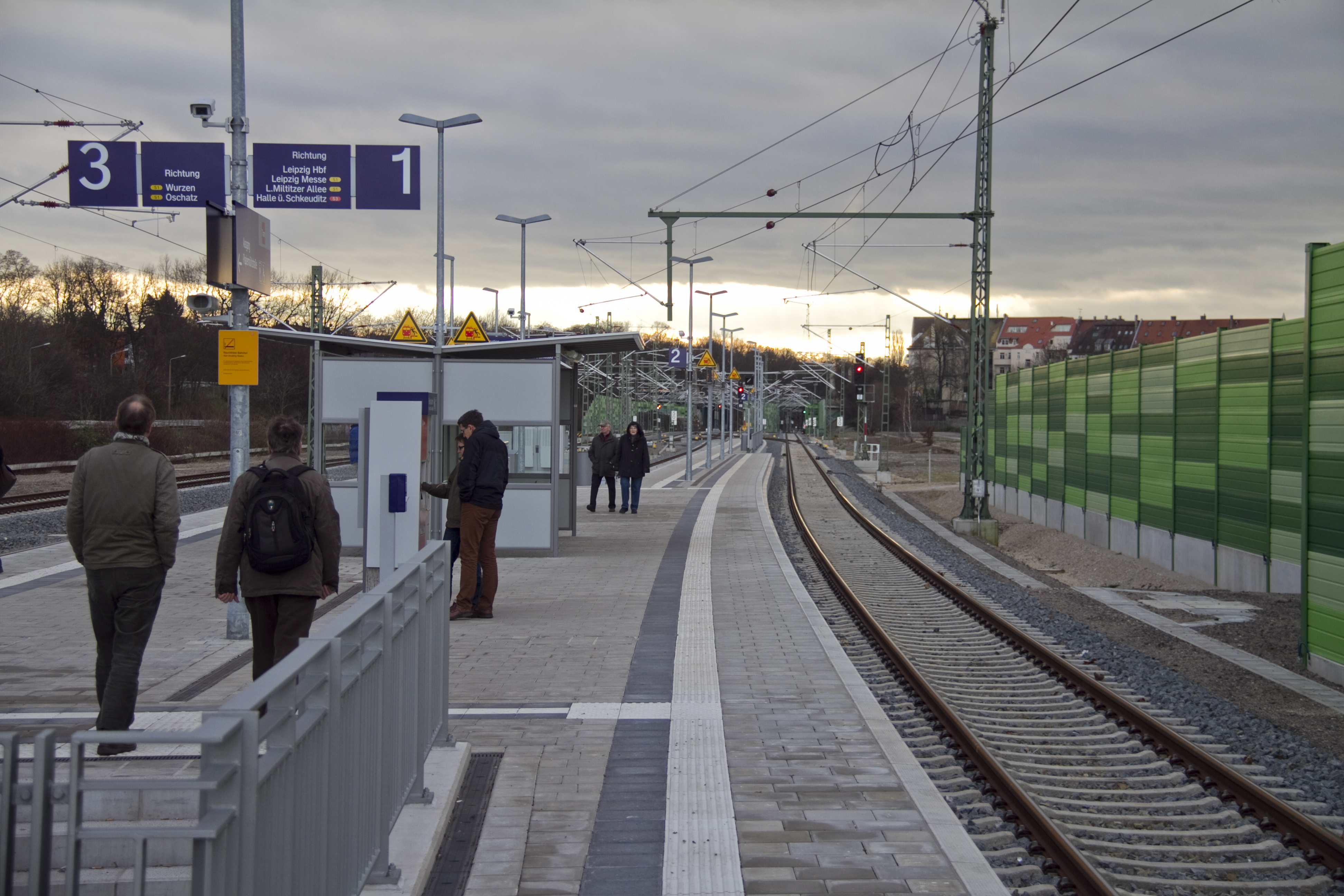
Stationens plattform, 2013.

Leipzig-Stötteritz är en järnvägsstation i Leipzig. Stationen öppnade för trafik 1 december 1891 och ligger på både järnvägen Leipzig Hbf–Leipzig-Connewitz och järnvägen Leipzig-Engelsdorf–Leipzig-Connewitz. 2011 byggdes stationen om och moderniserades för att 2013 bli en del av S-Bahn Mitteldeutschland . Idag trafikerar tre linjer stationen, S1, S2 och S3, de första två har ändstation här.